# Sean May
Sean Gregory May (Chicago, Illinois, 4 de abril de 1984) es un exbaloncestista estadounidense que disputó 4 temporadas en la NBA y varias en Europa. Con 2,06 metros de altura jugaba en la posición de pívot. Desde 2021 es entrenador asistente de los Tar Heels.

## Carrera

### Instituto
May creció en Bloomington, Indiana, y asistió al Bloomington High School North, siendo en tres ocasiones all-state, y compañero de Jared Jeffries, actual jugador de New York Knicks. También fue elegido en el McDonald's High School All-American de 2002, disputando el partido de McDonald's junto con Raymond Felton y Rashad McCants, futuros compañeros en la universidad.

### Universidad
May escogió la Universidad de North Carolina, todo una sorpresa ya que la mayoría pensaba que se quedaría en su Indiana natal. Su padre, Scott May, ganó en 1976 el Universitario del Año con Indiana Hoosiers, y su hermano, Scott Jr., jugó con los Hoosiers que llegaron a la final de la NCAA en 2002. 
En los Tar Heels, May fue el pívot titular del equipo desde 2003 hasta 2005. 
En 2005 y como júnior, lideró a North Carolina a su cuarto campeonato de la NCAA derrotando 75-70 a Illinois, siendo nombrado MVP de la final. En sus dos años en la universidad, May promedió 14,1 puntos y 9,4 rebotes, jugando 40 partidos, 39 de ellos como titular. Además, se convirtió en el primer freshman en liderar la Atlantic Coast Conference en rebotes en 10 años.
Su número 42 cuelga de las vigas del Dean Smith Center de la Universidad de North Carolina.

#### Estadísticas
| Año     | Equipo         | PJ | PT | MPP  | %TC  | %3P  | %TL  | RPP  | APP | ROB | TPP | PPP  |
| ------- | -------------- | -- | -- | ---- | ---- | ---- | ---- | ---- | --- | --- | --- | ---- |
| 2002–03 | North Carolina | 11 | 10 | 28.0 | .472 | .000 | .575 | 8.1  | 1.0 | 1.5 | 1.8 | 11.4 |
| 2003–04 | North Carolina | 29 | 29 | 28.9 | .463 | .000 | .689 | 9.8  | 1.4 | 1.4 | 1.2 | 15.2 |
| 2004–05 | North Carolina | 37 | 36 | 26.8 | .567 | .000 | .758 | 10.7 | 1.7 | 1.2 | 1.0 | 17.5 |
| Total   | Total          | 77 | 75 | 27.8 | .513 | .000 | .717 | 10.0 | 1.5 | 1.3 | 1.2 | 15.8 |

### Profesional

#### NBA
Tras dejar los Tar Heels, May se presentó al Draft de la NBA de 2005 y fue escogido por Charlotte Bobcats en la 13.ª posición. Comenzó muy fuerte en verano, siendo nombrado MVP de las ligas de verano Rocky Mountain Revue. Ya en la NBA, una lesión en diciembre frenó su progresión. Solo pudo jugar 23 partidos, promediando buenos números; 8,2 puntos y 4,7 rebotes por partido.
En su segunda campaña en los Bobcats, las lesiones siguieron visitándole. Jugó 35 partidos, 8 de ellos de titular, y promedió 11,9 puntos y 6,7 rebotes.
Antes del comienzo de lo que hubiese sido su tercera temporada, el 5 de octubre de 2007, anuncia que ha decidido operarse de una micro fractura en la rodilla derecha, por lo que se perdería toda la 2007–08.
Los efectos de la cirugía también tuvieron impacto en la siguiente temporada, la 2008–09, experimentando problemas físicos, cansancio, y tendinitis, con lo que apenas pudo disputar 24 encuentros en toda la temporada.
El 21 de julio de 2009 firmó como agente libre, con Sacramento Kings un contrato por un año y 884 881 dólares, el mínimo en la NBA. En Sacramento disputó 37 encuentros, 4 de ellos como titular.

#### Europa
El 22 de noviembre de 2010, se marcha a Europa para firmar por el Fenerbahçe Ülker de la liga turca, de cara a la temporada 2010–11. Ese año ganó Liga y Copa.
El 1 de octubre de 2011, firma por el KK Zagreb croata. En febrero de 2012, se marcha a Italia a firmar por el Sutor Basket Montegranaro. En abril, se lesiona, y se pierde el resto de la temporada.
El 18 de julio de 2012, firma dos años de contrato con el Paris-Levallois Basket francés. Allí se reencuentra con su amigo de la universidad, Jawad Williams. En su primer año se convierte en el máximo anotador de la liga, además de ganar la Copa y ser nombrado MVP de la final. En su segunda temporada en Francia, la 2013–14, solo disputa un encuentro por culpa de una lesión.
El 24 de noviembre de 2014, firma por el SPO Rouen Basket. Pero el 30 de diciembre, deja el SPO y firma hasta final de temporada con Orléans Loiret Basket.
El 9 de agosto de 2010, firma un año con New Jersey Nets, pero sufre una fractura por estrés en el pie, y es cortado el 7 de septiembre.

### Entrenador
En octubre de 2015, es contratado como director para el desarrollo de jugadores, en su alma mater, la Universidad de North Carolina.
Estuvo en ese puesto durante dos años, hasta que promocionó a director de operaciones en otoño de 2017.
En abril de 2021, el entrenador Roy Williams se retira y es reemplazado por Hubert Davis. El 15 de abril, May se convierte en asistente principal de Davis.

## Estadísticas de su carrera en la NBA

### Temporada regular
| Año     | Equipo     | PJ  | PT | MPP  | %TC  | %3P   | %TL  | RPP | APP | ROB | TPP | PPP  |
| ------- | ---------- | --- | -- | ---- | ---- | ----- | ---- | --- | --- | --- | --- | ---- |
| 2005–06 | Charlotte  | 23  | 1  | 17.3 | .409 | .000  | .766 | 4.7 | 1.0 | .7  | .5  | 8.2  |
| 2006–07 | Charlotte  | 35  | 8  | 23.9 | .500 | .667  | .768 | 6.7 | 1.9 | .5  | .7  | 11.9 |
| 2008–09 | Charlotte  | 24  | 12 | 12.3 | .398 | 1.000 | .700 | 2.9 | .4  | .2  | .2  | 3.9  |
| 2009–10 | Sacramento | 37  | 4  | 8.9  | .459 | .000  | .656 | 1.9 | .5  | .3  | .2  | 3.3  |
| Total   | Total      | 119 | 25 | 15.7 | .458 | .231  | .746 | 4.0 | 1.0 | .4  | .4  | 6.9  |